# Pteromonnina wrightii
Pteromonnina wrightii är en jungfrulinsväxtart som först beskrevs av Asa Gray, och fick sitt nu gällande namn av B. Eriksen. Pteromonnina wrightii ingår i släktet Pteromonnina och familjen jungfrulinsväxter. Inga underarter finns listade i Catalogue of Life.